# KkStB 87
Die kkStB 87 war eine Tenderlokomotive der k.k. Staatsbahnen Österreichs, deren Lokomotiven ursprünglich von der Prag-Duxer Eisenbahn (PD) stammten.
Die PD beschaffte diese vier kleinen Tenderlokomotiven für den leichten Personenverkehr und für den Verschub.
Die Maschinen bekamen keine Nummern, nur Namen.
Nach der Verstaatlichung 1892 reihte die kkStB sie als Reihe 87 ein.
Nach 1918 kam die letzte vorhandene Maschine (87.03) zur ČSD.
Sie wurde als 220.001 eingeordnet und in den 1920er Jahren ausgemustert.